# デビッド・ヤンウー・シュナイダー
デビッド・ヤンウー・シュナイダー （英語：David Young-Woo Schneider、1976年9月18日）は、ノンフィクション作家、企業家、証券アナリスト。ソウル生まれ。韓国でドイツ人夫婦の養子になり、ドイツで育つ。ドイツの市民権を持つ。身長178cm。
"The 80/20 Investor." （80対20の投資家）、"Index Funds & ETFs: What they are and how to make them work for you"（現代の投資）等を出版している。
現在は米The Hollywood Reporter誌編集部の一員として、『ザ・ハリウッド・リポーター・ジャパン』の編集ディレクターに就任している。

## 略歴
韓国ソウルで、1976年に孤児として生まれ、1979年にドイツ人夫婦アンエリゼーとヘルムート・シュナイダー（Anneliese und Helmut Schneider) のに養子になる。シュナイダーは、ドイツのパスポートを持ち、ドイツの市民権を持っており、徴兵義務をドイツ軍第410装甲部隊で果たした。(Panzeraufklärungskompanie 410 - Lenin)

### 学歴
- 1996 : ギムナジウム・オデンキルシェンを卒業。
- 1997 : ドイツ軍第四百十装甲偵察部隊にて兵役を果たす。射撃大会で優勝したこともあり、優れた射手であった。
- 1999 : ドイツの カウフメーニッシェ・シューレ・デュッセルドルフを卒業。銀行免許（バンキング・ライセンス）を取得した。
- 2001 : ロンドン・ギルドホール大学（ロンドン・メトロポリタン大学）を卒業。金融サービスのBA（学士）を持つ。
- 2001 : 早稲田大学（東京）で１年間の国際プログラムに参加。

### 職歴/経歴
- 1997 : ドイツのウエストエルビー（WestLB）で2年間、銀行員として働く。
- 1999 : ロンドンに移り、ウエストLB・アセット・マネジメントで働く。
- 2000 : トムソン (情報サービス業)の一部門であるトムソン・ファイナンシャル (marketeye.com)、ロンドンのロイズ lloyds.com 部門にて２つのeコマース（電子商取引）のプロジェクトに参加。
- 2002 : ドイツのウエストLB•パンミューアジャパン（東京）で、アシスタント証券アナリストとして働く。
- 2004 : 東西アドバイザリーと言う共同設立ヘッジファンドアドバイザリーの投資顧問会社を設立。
- 2005 : グランチェスターアセットマネジメントの投資アナリストとして働く。
- 2007 : シンガポールに拠点を置くマリーナ・キャピタル・マネジメントの共同所有者となる。
- 2015 : brain-people.com と gongo-studios.com の共同設立者として、iOSやAndroid向けの教育用アプリとゲームアプリを開発する会社を立ち上げる。
- 2015 : 金融ブログ 8020investors.com を設立。
- 2018: 株式会社ハーシー・シガ・グローバルの創設者でありCEOとして成功を収めていたビル・ハーシー氏が同年3月に逝去したことに伴い、同社CEOに任命される。
- 2021: ザ・ハリウッド・リポーター・ジャパンの編集ディレクターに任命される。
- 2023: 日本のスポーツWEBメディア『シガ・スポーツ・ジャパン』の筆頭記者に任命される。また、FIA（国際自動車連盟の公認ジャーナリストに認定される。

## 主な作品
- 80対20の投資家 ”The 80/20 Investor." (2016年)
- 現代の投資 "Modern Investing: Gambling in Disguise." (2016年)
- 現代の投資 "Index Funds & ETFs: What they are and how to make them work for you." (2017年)